# Pierre-Jean Peltier
Pierre-Jean Peltier, född den 20 maj 1984 i Pont-à-Mousson i Frankrike, är en fransk roddare.
Han tog OS-brons i scullerfyra i samband med de olympiska roddtävlingarna 2008 i Peking.